# Ransom Eli Olds
Ransom Eli Olds (Geneva, 3 giugno 1864 – Lansing, 26 agosto 1950) è stato un imprenditore statunitense, fondatore del marchio automobilistico Oldsmobile.
Pioniere dell'industria automobilistica statunitense, oltre a fondare la Oldsmobile, diede origine anche ad un altro marchio automobilistico, la REO. Costruì la sua prima automobile a vapore nel 1894, e la sua prima vettura a benzina nel 1896.
L'invenzione della moderna catena di montaggio ed i suoi concetti di base sono accreditati ad Olds, che li utilizzò per costruire la sua prima automobile di massa, la Oldsmobile Curved Dash. Solo in seguito i concetti della catena di montaggio vennero migliorati ed applicati su larghissima scala da Henry Ford per la sua Model T.
Olds è entrato nell'Automotive Hall of Fame nel 1968.

## Biografia
Ransom Eli Olds nacque a Geneva, nell'Ohio. Gli antenati di Olds erano inglesi, più precisamente di Dorset. Era il figlio più giovane del fabbro Pliny Fiske Olds e di Sarah Whipple Olds. I suoi genitori si trasferirono a Cleveland, sempre nell'Ohio, quando Olds era ancora un ragazzo. In seguito Olds si stabilì a Lansing, nel Michigan, dove sposò Metta Ursula Woodward il 5 giugno 1889.

## La fondazione della Oldsmobile

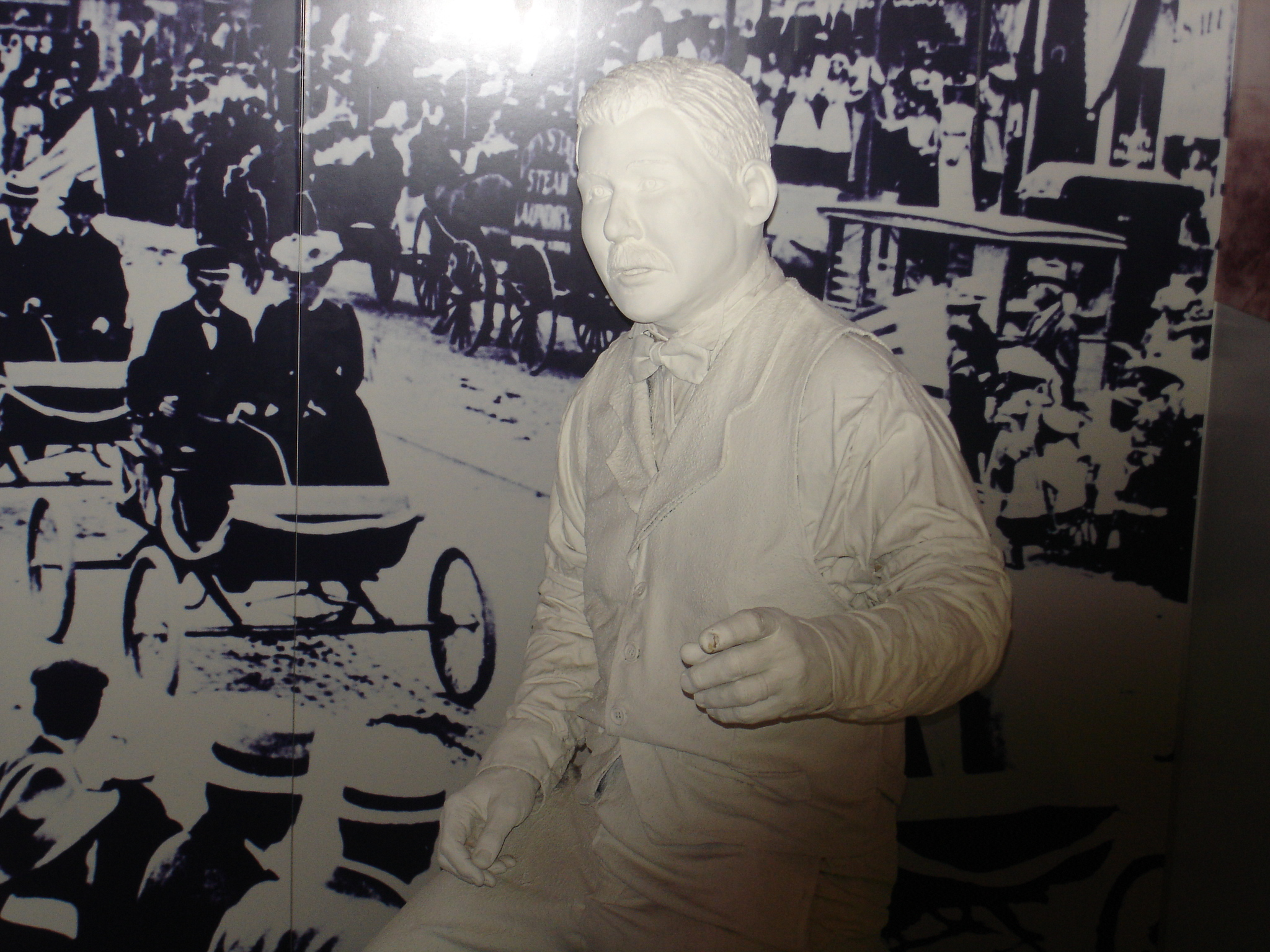
La statua raffigurante Ransom Eli Olds all'Automotive Hall of Fame

Olds fondò la Olds Motor Vehicle Company, in seguito rinominata Oldsmobile, il 21 agosto 1897 a Lansing insieme a Frank Clark ed altri soci. Quando era attiva, la Oldsmobile era la più antica casa automobilistica statunitense e la terza al mondo dopo la tedesca Daimler-Motoren-Gesellschaft e le francesi Panhard et Levassor e Peugeot.
La compagnia, che dopo pochi anni dalla fondazione era in difficoltà economiche, fu acquistata nel 1899 da Samuel L. Smith, un imprenditore attivo nel commercio del rame e del legname, ed altri industriali, e venne rinominata Olds Motor Works. Smith diventò presidente, mentre Olds venne nominato vicepresidente e amministratore delegato.
Nel 1901 Olds progettò la Curved Dash, la prima vettura di serie della casa automobilistica. Fu la Curved Dash, piuttosto che la Model T di Henry Ford, la prima autovettura di massa ad avere un prezzo relativamente basso, vale a dire 650 dollari. Sebbene un incendio distrusse la fabbrica, la compagnia riuscì a vendere qualche centinaio di esemplari di Curved Dash. Nel 1904 le vendite salirono a 5.000 unità.
Il figlio di Smith, Frederic L. Smith, entrò in azienda. Fin dall'inizio si scontrò spesso con Olds, e ciò portò alle dimissioni di quest'ultimo, nel 1904, dalle cariche che ricopriva nella compagnia. Olds lasciò quindi l'azienda da lui fondata, dando inizio ad una nuova compagnia, la R.E. Olds Motor Car Company, il cui nome fu celermente cambiato in REO Motor Car Company per evitare azioni legali da parte della Olds Motor Works. Il nome REO derivava dalle iniziali di Ransom Eli Olds.
La Olds Motor Works fu acquistata dalla General Motors nel 1908, ed il suo marchio, il cui nome venne modificato poi in Oldsmobile, fu attivo fino al 2004.

## La catena di montaggio
Olds fu il primo imprenditore ad usare la catena di montaggio nell'industria automobilistica per un suo prodotto, la Curved Dash. Henry Ford la utilizzò dopo di lui, applicandola su larghissima scala su un suo modello, la Ford Model T. Questo nuovo approccio di Olds all'organizzazione del lavoro portò a quintuplicare la produzione di automobili della sua fabbrica, che passò da 425 esemplari del 1901 a 2.500 del 1902.

## La carriera di pilota

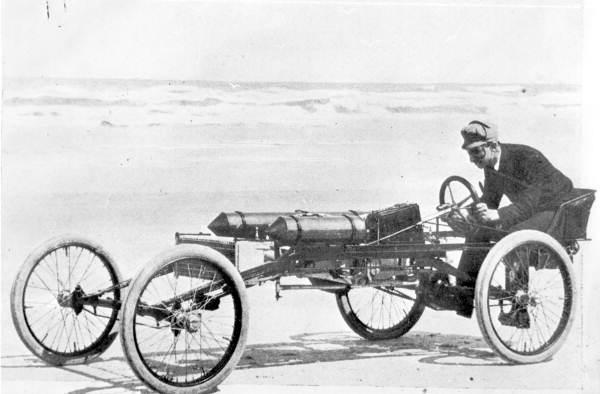
Ransom Olds sulla vettura da competizione Olds Pirate nel 1896 oppure nel 1897

Olds fu anche un pilota automobilistico che si cimentò nella Daytona Beach Road Corse. Partecipò alle edizioni non ufficiali alla fine ottocento. Nel 1896 ed il 1897 Olds e Alexander Winton della Winton Motor Carriage Company si sfidarono in una gara: vinse Winton per solo 0,2 secondi.

## Oldsmar
Nel 1913, Olds acquistò 152 km² di terreno nella parte settentrionale della baia di Tampa, in Florida, con l'intento di sviluppare l'area. Sul territorio fu fondata la città di Oldsmar.

## Gli altri interessi di Olds a Lansing
Nel 1906, Olds fu coinvolto nell'organizzazione della Capital National Bank, che più tardi cambiò nome in Lansing National Bank. Olds ebbe parte attiva anche nella Michigan Screw Company e nella Atlas Drop Forge Company, tutte ubicate a Lansing, nel Michigan.
Olds fu anche il maggior finanziatore della Olds Tower. Quando fu completata nel 1931 fu il più alto edificio di Lansing, primato che conserva ancora oggi. Attualmente è conosciuta come Boji Tower.
Olds fu anche coinvolto nella costruzione dell'Hotel Olds di Lansing. Attualmente ospita gli uffici del governatore del Michigan.

## La politica
Olds era Repubblicano, e fu un delegato alla convenzione per la nomina alle presidenziali degli Stati Uniti d'America per il 6º distretto del Michigan, che nominò William Howard Taft per la presidenza.

## Le sue residenze
Ai primi anni del novecento, Olds costruì una residenza in stile regina Anna a Lansing. Tra le innovazioni tecnologiche della dimora ci fu una piattaforma girevole posizionata in garage che permetteva ad Olds di riutilizzare l'auto dopo averla parcheggiata, senza bisogno di effettuare manovre in retromarcia. La casa venne demolita nel 1972 per permettere l'ampliamento dell'autostrada Interstate 496, che curiosamente fu dedicata proprio a Ransom Olds. Egli possedette un'altra casa ad Ann Arbor, nel Michigan, che oggi è aperta al pubblico per le visite.